# スケバハゴロモ
スケバハゴロモ Euricania facialis はハゴロモ科に属する昆虫の1つ。ベッコウハゴロモに似て前翅の透明な窓がとても大きい。

## 特徴
体長6mm程度で、翅の端までなら9-10mmに達する。また翅を開いた場合の幅は17-19mmになる。体の色は全体に黒褐色。頭部は暗褐色で前後に短く、縁は隆起している。複眼は暗褐色で単眼は黄色。触角は黄褐色で顔は幅が広くて暗褐色、両側が黄褐色で中央と両側面にそれぞれ1条縦方向の隆起線があり、側面のものは後端に達しない。
前胸背は黒褐色で短くて正中線沿いに隆起がある。小楯板は黒褐色で、背面に3本の縦方向の隆起線があり、前端でそれらは互いに接近している。それらの外側に1条の短い縦方向の隆起がある。腹部背面は暗褐色。
体の下面と歩脚は一様に黄褐色になっている。
前翅はほとんどが無色で、翅脈は暗褐色。前翅の縁沿いは幅広く暗褐色になっており、前翅前縁の中央より少し外の位置にははっきりした黄色の斑文が入り、その外側にはそれよりずっと小さな無色の斑点がある。前翅の外縁も暗褐色だが、その内側にはその暗色の帯に平行するように横脈が互いに繋がって黒っぽい細い帯状斑に見え、更にその内側には不連続な暗色の帯状斑がある。それ以外は透明で、後翅も翅脈と外縁が暗色である以外は透明となっている。
幼虫は孵化時には白緑色をしており、成虫と同様に頭部は三角をなし、口吻は長い。体の第7・8節に小突起があり、ここから白くて長い毛束が出ている。

## 生態など
年1世代で越冬は卵で行う。成虫は7月下旬から8月上旬に羽化し、その生息密度は8月中旬から下旬に最も高い。成虫はよく歩き回り、またよく飛ぶ。
雌は羽化の2週間後から産卵を始める。産卵場所は細い枯れ枝の先端近くで、木部に達する傷を作り、その中に卵を産み込む。卵は楕円形で先がやや尖っていて長さ0.6mm、乳白色を呈する。卵は1つの傷に1つ、10数個をまとめて産卵する。雌1個体の産卵数は30-40で、産卵期間は10日以上に渡る。卵はそのまま越冬し、次の年の5月上旬から中旬にかけて孵化し、新梢や枝の上部に移動し、往々にして集団を作り、吸汁して成長する。またロウ物質を分泌する。

## 分布
日本では本州、四国、九州と奄美大島から知られ、世界的には他に台湾、中国、インドに分布する。

## 分類
本種は当初は E. ocellus fascialis とされ、ヒトツメハゴロモ E. ocellus の亜種とされた。この種では翅の斑紋が螺旋状に連続している。この種は石井他編(1950)では台湾、中国、インドに産するとされていたが、後に日本でも奄美大島以南に分布しているのが分かった。
日本では他に類似のものにベッコウハゴロモ Ricanis japonika がある。この種は前翅が褐色で透明な窓は狭い帯状となっている。またアミガサハゴロモ Pochazia fuscata albomaculata は前翅全面が褐色で表面が暗緑色の粉で覆われる。

## 利害
桑畑の害虫となる。本種はクワによく出現し、幼虫成虫共に新梢から吸汁して加害する。ただしその害は直接的には大きなものではない。しかし成虫が黄きょう病菌 Isaria farinosa に感染して死亡することがよくあり、その死体が感染源となってカイコに黄きょう病が蔓延し、初秋蚕や晩秋蚕に大きな被害を与えることがある。また幼虫や成虫が分泌するロウ物質や脱皮殻などが多く付着した場合、クワの葉がカイコの飼料として使えなくなる場合もある。